# مجبل الوكاع
هو مُجبل بِن علي آل وُگاع أحد أشهر زُعماء قبيلة الجبور والنائب لعدة دورات انتخابية عن لواء الموصل خلال فترة الحكم الملكي ويعد من أهم الشخصيات العراقية على المستويين السياسي والقَبلي. وكان من المدافعين عن حقوق الفلاح ومما صرح به في إحدى جلسات البرلمان مبيناً أهمية دور الفلاح في الحياة، من الناحيتين الاقتصادية والاجتماعية، حيث قال: «الفلاح هو عماد حياة الشعب، فاذا شُل وتوقف عمله بسبب حالته الاقتصادية أو بأَي سبب كان، فقدت الأمة أهم موارد حياتها وأخْتل النظام الاقتصادي والاجتماعي». ولد عام 1917 م وافاه الله عام 1997 م، عن عمر يناهز الثمانين عاماً وخلفه ابنه عبد الرَزاق.

## مُجبل الوكاع والاحتلال الإنكليزي
منذ عام 1911م دخلت القوات الإنكليزية إلى العراق يقودها الجنرال مود وكما هي عادة كل المحتلين الذين غزو بلاد العرب كان شعارهم (جئنا محررين) تلك الكذبة السوداء التي لم تنطلي على أحد وقبل تلك الفترة كان الشيخ زرزور العبيد العيسى والد الشيخ وكاع قد قاتل العثمانيين مع العديد من أبناء القبائل العربية استجابة لدعوة الشريف حسين بن علي (شريف مكة) في معارك مهمة عرفت بالثورة العربية الكُبرى بعد اندحار العثمانيين على يد الإنكليز وحلفائهم كانت القبائل العربية تنتظر من إنكلترا أن تفي بوعودها للشريف حسين بتوحيد جزيرة العرب لكن الإنكليز نكثوا وعودهم كما كانوا وما زالو يفعلون، لذلك فان كل القبائل العربية بقيت ناقمة على الاحتلال الإنكليزي وخاصة في العراق.
ومن هنا فان قبائل الجبور وكل عوائلهم المهمة لم تبني أي علاقة مع الإنكليز لاسباب مهمة هي:-
1. لم يكن لقبيلة الجبور طموح للحصول على مكاسب سياسية مثل ملك العراق كما فعلت بعض القبائل الأخرى.
2. كان الوكاع من الناس المكتفين ماديا وكانت سمعتهم العشائرية جيده جدا.
3. كانت النظرة الدينية السائدة في المنطقة ضد الوجود الإنكليزي في العراق.
4. الحقد على الإنكليز على خلفية نكثهم بالوعود التي قطعوها للشريف حسين.
5. لم يكن الإنكليز يعولون كثيرا على قبائل شمال وغرب العراق بسبب الضعف الكبير الذي ينتابها.
6. اكتشاف النفط في جنوب العراق جعل الجنوب هو المنطقة الأهم سياسيا واقتصاديا عند الإنكليز.

وفي عام 1920م عندما وقع تمرد عشائري مهم في جنوب العراق والذي عرف بِـ ثورة العشرين ساند أبناء قبيلة الجبور في منطقة الشرقاط في لواء صلاح الدين وفي لواء الموصل هذه الثورة ومنهم الوكاع كما وان قيام الشيخ مجرن الوكاع رحمه لله بتكسير كاميرات الصحفيين الإنكليز وغاراته المتكررة على أماكن تواجدهم جعل العلاقة مع الإنكليز متوترة بشكل دائم.
استمرت علاقة الوكاع متوترة مع الإنكليز حتى بعد إعلان المملكة العراقية المستقلة عام1936م.

## مُجبل الوكاع وثورة مايس 1941م
كان الشعب العراقي المتطلع للحرية يواصل نضاله المستمر من اجل نيل كامل السيادة الوطنية والخلاص نهائيا من براثن الاحتلال الإنكليزي للبلاد وكانت الرموز الوطنية في العراق تعبئ الرأي العام من اجل إعلان الثورة في الوقت المناسب.
أن ثورة مايس هي الابنة الشرعية والمكملة لِـ ثورة العشرين وهي راية من رايات الجهاد الوطني من اجل الاستقلال لقد كان لمعالي رئيس الوزراء الشهيد البطل رشيد عالي الكيلاني ورفاقه من الضباط الشهداء وهم:
- الشهيد العقيد محمود سلمان
- الشهيد العقيد فهمي سعيد
- الشهيد العقيد صلاح الدين الصباغ
- الشهيد العقيد كامل شبيب

لقد كان لهم دورا حاسما في تاريخ العراق الحديث وما حققته ثورتهم من نتائج انعكست إيجابيا على استقلالية القرار السياسي في العراق،
كان مجبل الوكاع الأكثر توثبا للثورة على بقايا الاحتلال الإنكليزي للعراق وحشد الناس لمساندة هذه الثورة وكان يواصل اتصالاته بالقوات المسلحة لتنسيق أمر الثورة مع بعض الشباب من الضباط الثائرين داخل المؤسسة العسكرية العراقية، وعندما أعلنت ثورة مايس عام 1941م سارع مجبل الوكاع لإعلان العصيان المدني في المناطق الريفية واتصل بالعديد من زعماء القبائل العربية وطلب منهم مساندة رشيد عالي الكيلاني زاره أثناء الثورة في بيته السيد قاسم المالكي متصرف لواءالموصل وطلب منه مواصلة العمل بطلب شخصي من رئيس الوزراء رشيد عالي الكيلاني.